# Çıralı
Çıralı ist eine Ortschaft im Landkreis Kemer in der türkischen Provinz Antalya und wird von Ulupınar verwaltet.
Çıralı liegt am Meer neben der antiken Stadt Olympos, weshalb es häufig als Ausgangsort für Ausflüge nach Olympos und zum nahe gelegenen Chimaira dient. Der Ort liegt am Lykischen Weg, einem Fernwanderweg entlang der lykischen Küste.

## Geschichte
Çıralı wurde Anfang des 19. Jahrhunderts gegründet. In den 50er bis 60er Jahren wurde die Ackerfläche vergrößert. Heute spielt der Tourismus und insbesondere der Ökotourismus neben der Landwirtschaft eine bedeutende Rolle. Die Siedlung wurde illegal errichtet, da am Strand von Çıralı die Meeresschildkröte Caretta Caretta ihre Eier ablegt. Das Dorf betreibt Ökotourismus und wird dabei vom WWF unterstützt. Es gibt keine großen Hotelbauten, jedoch viele Pensionen mit Holzbungalows.

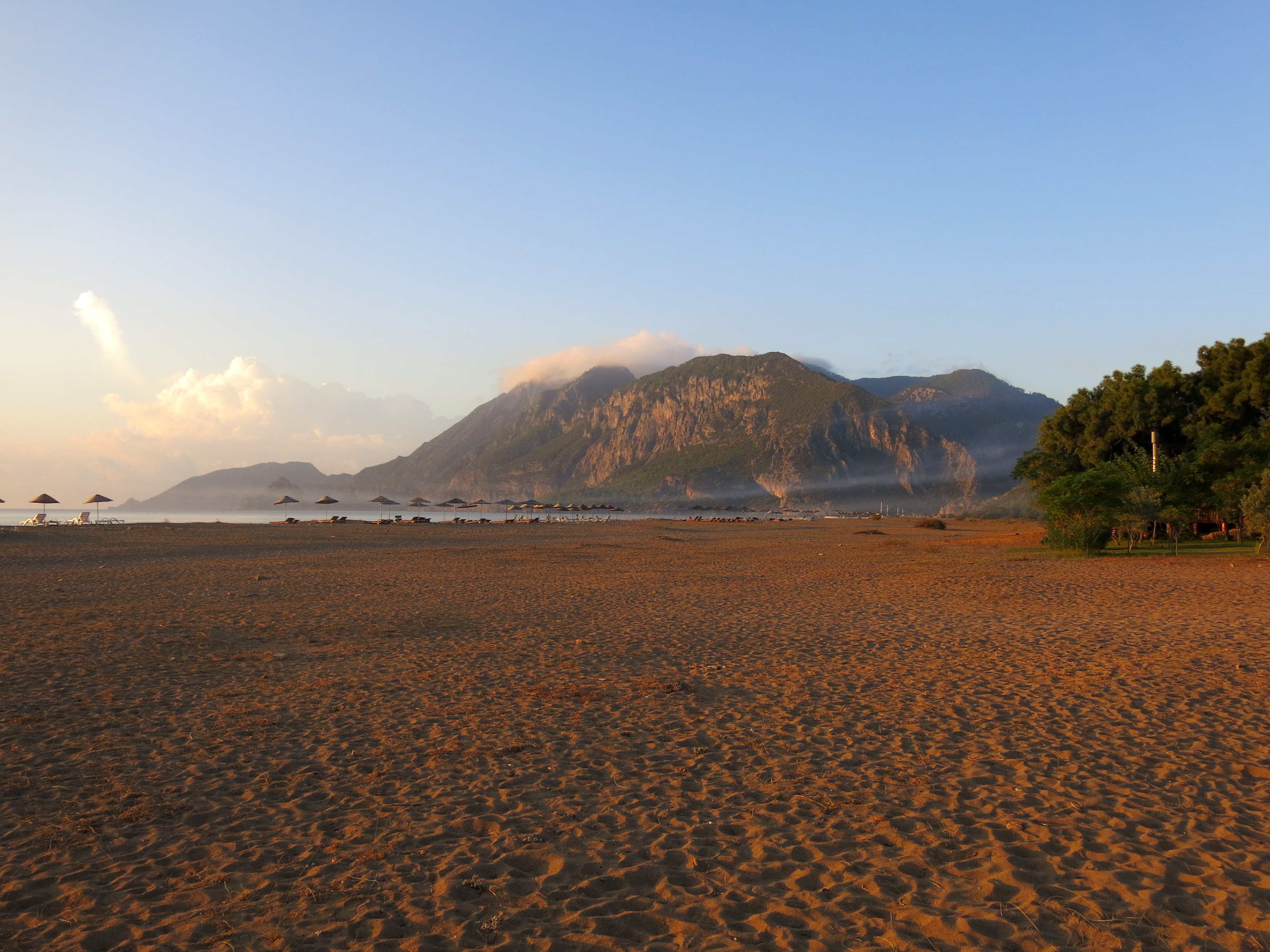
Strand von Çıralı